# Elytrimitatrix lineatopora
Elytrimitatrix lineatopora là một loài bọ cánh cứng trong họ Cerambycidae.